# كامل عويد العامري
كامل عويد العامري (1953 -) هو شاعر وكاتب ومترجم عراقي.

## حياته ونشأته
وُلد في عام 1953 في الشطرة في ذي قار بالعراق. درس في الجامعات العراقية وحصل على درجة الدبلوم في اللغة الفرنسية من كلية الآداب في جامعة المستنصرية عام 1975، وبعد ذلك حصل على درجة البكالوريوس في اللغة الفرنسية من كلية اللغات في جامعة بغداد عام 1998. ـ دبلوم عالي - الماجستير في كلية اللغات / جامعة بغداد عام 2001. 

## مسيرته
قام بترجمة العديد من الأعمال الأدبية والروايات إلى اللغة العربية، وهوـ عضو أتحاد الأدباء والكتاب في العراق في العام 1976بتسلسل العضوية 306، عضو اتحاد الكتاب العرب. ـ عضو نقابة الصحفيين العراقيين منذ العام 1975.ـ عضو أتحاد الصحفيين العرب. ـ عضو منظمة الصحفيين العالمية. ـعضو مؤسس لرابطة حماية حقوق المؤلف العراقي العام 2004.مؤسس ورئيس اتحاد الأدباء والكتاب العراقيين الأمريكيين –في الولايات المتحدة الأمريكية 2018    

## المؤلفات
- - أول قنصلية فرنسية في البصرة عام 1717مركز دراسات الخليج العربي 1985 [1] [2]
- - وقائع موت معلن ـ رواية غارسيا ماركيز، بغداد – المكتبة العالمية 1990[1] [2]
- - قصة غريق ـ رواية غارسيا ماركيز، بغداد- المكتبة العالمية 1990 [1] [2]
- - كان يجب / أنطولوجيا الشعر الروماني المعاصر / [1] بالأشتراك مع المستشرق البروفيسور جورج غريغوري، جامعة بوخارست مكتبة ودار إبداع 1996. [2] [5]
- - المجرى: مسرحية تأليف الشاعر مارين سوريسكو /[1] [2] بالأشتراك مع البروفيسور جورج غريغوري، جامعة بوخارست، دار الشؤون الثقافية 1998 [2] [5]
- - قصائد حب غنائية – ميهاي أيمينسكو بالأشتراك مع المستعرب تسارليسكو، دار ابداع 1999[1] [2]
- - الحب في زمن الكوليراـ رواية غارسيا ماركيز، بغداد – المكتبة العالمية 1990[1] [2]
- - نادجا رواية سريالية تأليف أندريه بريتون – ط1 بغداد دار الشؤون الثقافية 2001 [1] [2]
- - نادجا رواية سريالية تأليف أندريه بريتون، القاهرة – المشروع القومي للترجمة 2005 رقم الإيداع: 2005- 19343 [1] [2]
- - الرواية الفرنسية المعاصرة بالأشتراك مع.د جاسم الهاشمي، دار الشؤون الثقافية – بغداد 2000 [1] [2]
- - القضايا الجديدة للرواية، بغداد- دار الشؤون الثقافية 2004.[1] [2]
- - عيون زرق شعر أسود رواية مارغريت دوراس، بغداد – دار الشؤون الثقافية 2006[1] [2]
- - لا شىء بعد الآن ـ نص نثري ـ مارغريت دوراس – بغداد دار الشؤون الثقافي 2006[1] [2]
- - الدعوة ـ رواية كلود سيمون ـ نوبل 1985، بغداد دار المأمون للترجمة والنشر 2012[1] [2]
- - السلام العائلي –مسرحية – تأليف جورج كورتلين – مجلة المأمون – ع 1/ 2012 [2]
- - جنون النهار / موريس بلانشو – المأمون ع 2/ 2012 [2]
- - لحظة موتي / موريس بلانشو [2]
- – الموسيقى الثانية – مسرحية – مارغريت دوراس- 2012 دار المأمون للترجمة والنشر - مسرحية الموسيقى للكاتبة نفسها، 2012 دار المأمون للترجمة والنشر [1] [2]
- - نصفا أمير (الفيكونت المشطور) ـ رواية ـ ايتالو كالفينو 2014 عن دار الجواهري - بغداد [2]
- - معجم النقد الأدبي 2013-فرنسي –عربي دار المأمون للترجمة والنشر. [2] [6]
- - الرومانسية الثورية ... دراسات – دار الرافدين – بيروت- 2017 ISBN 978-1-77322-085-7 [2]
- - حجر الصبر – رواية بقلم عاتك رحيمي ... عن الفرنسية 2013 دار المأمون للترجمة والنشر، ط2 مؤسسة ثائر العصامي، 2018 - ISBN-978-9933-575-17--5 [2]
- - الرقة (رواية) دافيد فونكينوس – المجلس الوطني للثقافة والفنون والآداب – الكويت 2014 ISBN – 978-99906-0-438-2 [2]
- - الغفران (رواية) باتريك موديانو (نوبل 2014) – دار الجواهري – بغداد 2015 [2]
- - الأدب الأيراني المعاصر – دراسات ونماذج من الشعر والقصة – دار ميزوبوتاميا – بغداد 2015 [2]
- - شقيقي ارثر – ايزابيل رامبو .... دار بدور التركي للتنمية الثقافية / القاهرة 2016 [2] [7]
- - شقيقي ارثر – ايزابيل رامبو ... دار سطور –بغداد 2017-ISBN- 978-1-32239-7-5-  [2] [7]
- - أحلام السرياليين – دار سطور – بغداد 2017-        ISBN 978-1-7732239-8-8
- - معجم النقد الأدبي الحديث - فرنسي – انجليزي – عربي – دار نينوى – دمشق 2017 [2] ISBN- 978-9933-580-77-3
- - الدعوة ـ رواية كلود سيمون ـ نوبل 1985- دار نينوى – دمشق- 2016. [2] ISBN-978-9933-536-61-9
- - الأستشراق – دراسات وبحوث ترجمة وتحرير – دار نينوى – دمشق 2017. [2] ISBN-978-9933-580-30-8
- - قضايا السرد في الرواية الجديدة- ترجمة وتقديم = دار نينوى - دمشق2018. [2] ISBN- 978-9933- 38- 032-8
- - ايام سادوم المائة والعشرون – الماركيز دو ساد- دار الكا -بلجيكا 2018 [2] [8] [9] ISBN- 978-1-7732243-4-3
- – عيون زرق شعر اسود يليها نص لاشيء بعد الآن – دار نينوى 2018. [2] ISBN-978-9933-38- 024-3
- - في تلك الأحضان – كامي لورنس – دار نينوى- دمشق ودار الفراشة – الكويت 2019. ISBN-978-9933-38-138-7 [10] [11] [12]
- - موت عذب جدا رواية – سيمون دو بوفوار – دار المدى– بغداد 2019 [13] ISBN  978-99336049-2.9
- - جوستين- لعنة الفضيلة – الماركيز دو ساد -دار سطور – بغداد- 2020 ISBN – 978-9-9226068-6-0 [14] [15]
- - لا تبكي رواية ليدي سالفير - دار المدى – بغداد 2020- ISBN-978 9933-655 03 7 [16]
- - الفلسفة في المخدع – الماركيز دو ساد - دار سطور بغداد 2020- ISBN : 978 9922 628 12 7 [17]
- - فتاة – رواية كامي لورنس- دار نينوى – دمشق 2021- ISBN 978-9933-38-316-9 [3]
- - انا من تظنونها – دار نينوى – دمشق 2021 -     ISBN 978-9933-38-283-4: [18]
- - الأجناس الأدبية، مجموعة مؤلفين، دار رؤية القاهرة–2021 - 9789774994173 ISBN [19]
- - الحب المجنون – اندريه بريتون – دار المأمون للترجمة والنشر 2023 بغداد ISBN:9789922638638 [20] [21]
- - لايعيش الناس في هذا العالم بالطريقة ذاتها -رواية – جان بول دوبوا-دار المدى بغداد ISBN-978 9933-655 03 7 [22] [23]
- - الانسان المتمرد البير كامو – دراسة وتحقيق- دار النهضة ودرابين الكتب – بغداد 2020 ISBN:978- 9922- 9130- 2-5 [24]
- - الأيام الهشة – رواية فيليب بيسون- دار المحيط – الفجيرة 2022 ISBN:978- 9948045236  [25]
- - دفاعا عن حقوق المرأة – ماري وولستونكرافت – دار آشور 2022 – ISBN:9879922975123 [26]
- - ما الأدب؟ جان بول سارتر – دار سطور 2022 – ISBN 978992228523 [27]
- - التخيل علم النفس الظاهراتي – دار سطور 2023 ISBN:9789922984209- [28]
- . كتاب السرد – استنطاق الفضاءات الفكرية (مجموعة مؤلفين) دار الشؤون الثقافية العامة 2023 بغداد. ISBN 9789922708096 [29]
- – جرائم الحب، الماركيز دو ساد، دار آشور– بعداد 2023. ISBN:978922628560 [30]
- - اكتشاف اللذة – ميشيل اونفري- دار نينوى للدراسات والنشر – دمشق 2024    ISBN:9789933385217 - [31] [32]
- - السياب، هل كان حبا، قراءة في الأثر الشعري والبنى النصية (تحرير)- دار آشور بانيبال بغداد- 2021 ISBN 9789922965932
- - الرواية بوصفها بحثا سرديا- تحرير-دار خطوط وظلال- عمان- الأردن- 2021- ISBN:9789923402610
- - تاريخ الادب الإيراني – ترجمة عن الفرنسية، دار سطور بغداد 2024 ISBN 978
- . بابلو نيرودا، الغرفة، 406 حول قضية وملابسات وفاة الشاغر دار سطور 2024
- - عشرات الدراسات والمقالات المؤلفة والمترجمة المنشورة في الصحف والمجلات العراقية والعربية.
- - مجموعة قصائد في موقع شعراء العالم [33]

## جوائز
- - وسام ايمينسكو الثقافي (وسام دولة) مع شهادة تقديرية في الترجمة من دولة رومانيا 2000[2] [1]
- جائزة الترجمة الكبرى من أكاديمية 'شرق غرب' الرومانية 2001 [1]
- - جائزة الترجمة الكبرى من اكاديمية "شرق غرب" الرومانية 2001. مناصفة مع المستشرق جورج غريغوري جامعة بوخارست[2]
- - جائزة المترجم المبدع - وزارة الثقافة العراقية 2013[2]
- - جائزة الدولة التقديرية في الترجمة عن ترجمة رواية الرقة 2016[2]
- * المشاركه في المهرجانات والندوات والمؤتمرات[2]
- - مشاركة في مهرجان الشعر العالمي في رومانيا صيف عام 2000[2]
- - المشاركة في الندوة العربية للنشر المشترك عام 1988[2]
- - المشاركة في مؤتمر الترجمة الدولي بغداد – 2013[2]
- - المشاركة في مؤتمر الترجمة الوطني 2014[2]
- - المساهمة والمشاركة في مؤتمر التعاون الأوربي العربي حول الثقافة واالفنون المقام في بلجيكا – بروكسل للمدة 27-شباط لغاية 3 مارس 2015 ,ببحث اعتمدته وزارة الثقافة الفرنسية حول السياسة الثقافية والتعاون الأوربي العربي 2015[2]

9- المساهمة والمشاركة في مؤتمر السرد والصحراء – تونس – مدنين 2019
- المساهمة في تظاهرة بيت الرواية في تونس (فرانكشتاين في بغداد) ببحث عن الأدب والشر الماركيز دو ساد انموذجا – تونس   2019ديسمبر[1]
- - الندوة الدولية – السرد والبحر – تونس – 2022[1]
- - المشاركة في ندوة الاحتفاء بمرور 25 عاما على سلسلة إبداعات عالمية (بين النص والقارئ المترجم وسيط في اللغة) المجلس الوطني للثقافة والفنون والآداب في الثاني من سبتمبر 2023 [2][1]

- * وردت سيرته في كتاب اديب من بلادي للاستاذ عبد الرضا السوداني[2]